# Zuid-Molukse ijsvogel
De Zuid-Molukse ijsvogel (Todiramphus lazuli) is een vogel uit de familie Alcedinidae (ijsvogels). Het is een voor uitsterven gevoelige, endemische vogelsoort op de zuidelijke Molukken, een eilandengroep in het oosten van de Indische Archipel, gelegen tussen Sulawesi, de Filipijnen, Nieuw-Guinea en Timor. De vogel werd in 1830 door Coenraad Jacob Temminck beschreven als Alcedo lazuli met de vermelding Sumatra, wat een vergissing was, de opgestuurde vogel kwam uit Ambon. 

## Kenmerken
De vogel is 22 cm lang. Deze ijsvogel is overwegend wit, blauw en zwart. De kruin is blauw, met daaronder een zwart masker rond het oog en een donkerblauwe oorstreek,vleugels en staart. De keel is wit en de buik is lichtblauw. De snavel is zwart en de poten zijn donkerbruin tot zwart. Het mannetje is wit op de borst, het vrouwtje is daar lichtblauw.

## Verspreiding en leefgebied
Deze ijsvogel komt voor op het eiland Seram en de aangrenzende eilanden Ambon en Haruku (Zuid-Molukken). Het leefgebied bestaat uit bosranden en secundair bos en agrarisch gebied met bomen zoals kokospalmen.

## Status
De Zuid-Molukse ijsvogel heeft een beperkt verspreidingsgebied en daardoor is de kans op uitsterven aanwezig. De wereldpopulatie werd in 2022 geschat op 12.000 tot 18.000 volwassen vogels. Het leefgebied is nog redelijk onaangetast maar de verspreiding is erg verbrokkeld en de vogel wordt nog vaak gevangen. Ondanks de laatstgenoemde redenen staat deze soort als niet bedreigd op de Rode Lijst van de IUCN.